# الانتحار في موزمبيق
الانتحار في موزمبيق هو قضية اجتماعية وطنية مهمة. لديها واحد من أعلى معدلات الانتحار في العالم, وموزمبيق هي أكثر مناطق أفريقيا عرضة للانتحار. ومع ذلك, فإن الانتحار لا يمثل سوى جزء بسيط من الوفيات في البلاد. تعاني البنية التحتية للصحة العقلية في موزمبيق من نقص كبير في الموظفين, حيث يوجد فقط ثلاثة عشر طبيبًا نفسيًا.

## البيانات
البيانات المتعلقة بالانتحار في موزمبيق, مثل باقي إفريقيا, محدودة. في عام 2011, كان هناك 2667 حالة انتحار مسجلة في موزمبيق, وهو ما يمثل حوالي 0.9 ٪ من جميع الوفيات في البلاد في ذلك العام. ومع ذلك, كان معدل الانتحار في البلاد البالغ 18 لكل 100 ألف هو التاسع عشر الأعلى في عام 2011؛ ارتفع إلى سادس أعلى معدل في عام 2015. وفقًا لتقرير عام 2014, كان لدى موزمبيق أكبر عدد من حالات الانتحار في القارة الأفريقية بأكملها.

## المنهجية والوقاية
وفقًا لدراسة أجريت عام 2014, كانت أكثر طرق الانتحار شيوعًا للذكور والإناث هي الشنق وتناول المواد السامة على التوالي. مع وجود ثلاثة عشر طبيبًا نفسيًا فقط في جميع أنحاء البلاد التي يبلغ عدد سكانها حوالي 28 مليون شخص, فإن موزامبيق غير مجهزة بشكل جيد للتعامل مع معدل الانتحار.